# Sogo (Balerejo)
Sogo is een bestuurslaag in het regentschap Madiun van de provincie Oost-Java, Indonesië. Sogo telt 3386 inwoners (volkstelling 2010).